# Ashley (Ohio)
Ashley és una població dels Estats Units a l'estat d'Ohio. Segons el cens del 2000 tenia 1.216 habitants.

## Demografia
Segons el cens del 2000, Ashley tenia 1.216 habitants, 469 habitatges, i 324 famílies. La densitat de població era de 869,4 habitants/km².
Dels 469 habitatges en un 35,4% hi vivien nens de menys de 18 anys, en un 51,4% hi vivien parelles casades, en un 12,8% dones solteres, i en un 30,9% no eren unitats familiars. En el 27,3% dels habitatges hi vivien persones soles el 12,8% de les quals corresponia a persones de 65 anys o més que vivien soles. El nombre mitjà de persones vivint en cada habitatge era de 2,57 i el nombre mitjà de persones que vivien en cada família era de 3,06.
Per edats la població es repartia de la següent manera: un 29,5% tenia menys de 18 anys, un 7,8% entre 18 i 24, un 31,3% entre 25 i 44, un 18,3% de 45 a 60 i un 13,1% 65 anys o més.
L'edat mediana era de 34 anys. Per cada 100 dones de 18 o més anys hi havia 85,1 homes.
La renda mediana per habitatge era de 38.239 $ i la renda mediana per família de 42.313 $. Els homes tenien una renda mediana de 31.667 $ mentre que les dones 25.000 $. La renda per capita de la població era de 15.513 $. Aproximadament el 10,2% de les famílies i el 12,7% de la població estaven per davall del llindar de pobresa.

## Poblacions més properes
El següent diagrama mostra les poblacions més properes.